# Station Ruminghem
Station Ruminghem is een spoorwegstation in de Franse gemeente Ruminghem.